# Georg Heinrich Lang

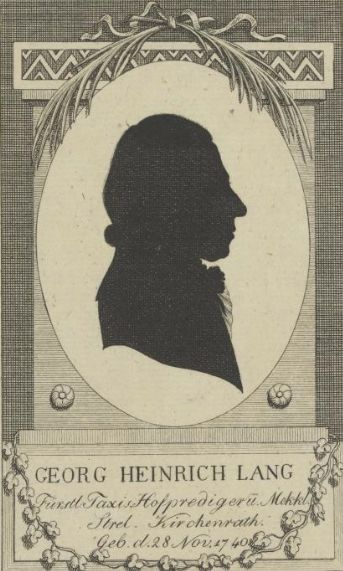
Scherenschnitt

Georg Heinrich Lang (* 28. November 1740 in Oettingen; † 15. März 1806) war ein deutscher evangelischer Theologe, Geistlicher und Schriftsteller.

## Leben
Georg Heinrich Lang wurde am 28. November 1740 in Oettingen geboren. Sein Vater war Johann Lang, oettingischer Kammer-Direktor. In den Jahren 1757 bis 1760 studierte Georg Heinrich Lang an der Universität Jena. Ab 1765 war er auf verschiedenen Pfarrstellen tätig: Bühl/Wörnitz (1765); Hohen- und Niederaltheim (1770); Spezialsuperintendent in Trochtelfingen (1774); Hohenaltheim (1779); Kirchenrat und Hofprediger der Thurn und Taxis in Regensburg (1780–†).  Am 1. Juli 1766 heiratete er in Trochtelfingen Sabina Regina Schoener, Tochter des Trochtelfinger Spezialsuperintendenten M. Georg Jacob Josua Schoener (1709–1772) und der Maria Juliana Lotzbeck.
Georg Heinrich Lang war der Onkel von Karl Heinrich von Lang.

## Schriften
- Bemerkungen zur Lebensgeschichte weyl. Herrn Constantin Lang geweßten Hochgräfl. Oetting-Oettingischen Pfarrers zu Münchs-Deggingen, (gebohren 1733. - gestorben 1770.) online
- Leichenpredigt Charlotte von Weiler (1734–1773)
- Protestation gegen des Herrn Pastor Eisen Christenthum nach der gesunden Vernunft und der Bibel. 1778
- Musestunde eines Landpredigers. Nördlingen 1787–1789 (drei Bände).
- Die Pflicht des christlichen Menschenfreundes, andern gern einen vergnügten Tag zu machen. Oettingen 1791.